# تاکوژنراتور
تاکوژنراتورها ماشین‌هایی الکتریکی هستند که به صورت ژنراتور کار می‌کنند و برای تبدیل سرعت دورانی به سیگنال الکتریکی متناسب با آن به کار می‌روند. توان این نوع ماشین‌ها، کسری از اسب بخار است.
مشخصه خروجی یک تاکوژنراتور ایده‌آل به صورت زیر است:
{\displaystyle V_{out}=K_{g}{\frac {d\theta }{dt}}}
که در آن {\displaystyle \theta } زاویه چرخش روتور و {\displaystyle K_{g}} ضریب تقویت حالت دائم، معادل شیب مشخصه خروجی، است.

## دسته‌بندی
تاکوژنراتورها را می‌توان به دو دستهٔ AC و DC تقسیم‌بندی کرد:
- تاکوژنراتور AC شامل تاکوژنراتورهای القایی و سنکرون

در این مورد، یا سیم‌پیچ رتور از طریق حلقه‌های لغزان مداوم، تماس می‌گیرد یا آهنربای دائمی در سیم‌پیچ می‌چرخد. اندازه گیری ولتاژ AC، در برابر ولتاژ تماس قوی است.علاوه بر این، فرکانس ولتاژ AC متناسب با سرعت است. ارزیابی آنها با تکنولوژی دیجیتال حتی از اندازه گیری ولتاژ ساده تر است. جهت چرخش می‌تواند با تولید دو سیگنال خارج از فاز با یکدیگر، اندازه گیری شود.
- تاکوژنراتور DC شامل تاکوژنراتورهای با میدان تحریک و با میدان مغناطیس دائم

در این مورد، یک لنگر با سرعتی که میدان مغناطیسی ثابت است، می‌چرخد. آرماتور که از آهن نرم ساخته شده، دارای یک یا چند سیم‌پیچ است که ولتاژ القا شده را از طریق کموتاتور یکسو می‌کند. هر چه سیم‌پیچ‌ها بیشتر باشد، سیگنال یکسو شده تر است. مزیت سیگنال DC(هنگام معکوس شدن جهت قطب‌ها) این است که می‌تواند خطا را، در برابر یک تماس ولتاژ کوچک یا یک سایش ناشی از ضربه مکانیکی را اندازه گیری کند.

## ویژگی‌های تاکوژنراتور خوب
- خطای دامنه کوچک
- خطای فاز کوچک
- ضریب تقویت بزرگ
- اصطکاک کم
- اینرسی کم
- ثابت زمانی الکترومکانیکی کوچک